# Mokřad pod Tipečkem
Mokřad pod Tipečkem je přírodní rezervace jihozápadně od obce Jedovnice v okrese Blansko v Jihomoravském kraji. Oblast spravuje Agentura ochrany přírody a krajiny České republiky – regionální pracoviště Jižní Morava.

## Charakteristika území
Rezervace je pojmenována podle zaniklé středověké osady Típeček. Existují úvahy, že dolní část rezervace byla v minulosti rybníkem zaniklé vsi, který byl pravděpodobně v 18. století vypuštěn a vysušen. Chráněné území se nachází na nekrasovém podloží drahanského kulmu. Místními horninami jsou droby a břidlice, půdy jsou jílovitohlinité až jílovité.

## Předmět ochrany
Důvodem ochrany jsou významná společenstva pramenišť, podmáčených luk a mokřadů.

### Flóra
Za botanicky nejhodnotnější jsou považována společenstva mokřadních luk s výskytem úpolínu evropského (Trollius altissimus). Dalšími zajímavými druhy jsou například početně se vyskytující ostřice trsnatá (Carex cespitosa), kozlík dvoudomý (Valeriana dioica), z mechorostů se zde vyskytuje vzácnější jílovka luční (Braidleria pratensis). Dříve se na lokalitě vyskytovaly i jiné cenné druhy rostlin, jako např. tolije bahenní (Parnassia palustris), prstnatec májový (Dactylorrhiza majalis) nebo kosatec sibiřský (Iris sibirica), avšak tyto druhy pravděpodobně v důsledku sušších let vymizely.

### Fauna
Na území rezervace žije a rozmnožuje se řada obojživelníků – kuňka ohnivá (Bombina bombina), ropucha zelená a obecná (Bufo viridis a B. bufo), skokan hnědý a štíhlý (Rana temporaria a R. dalmatina), čolek obecný a horský (Triturus vulgaris a T. alpestris). Vyskytují se zde též některé druhy plazů, jako slepýš křehký (Anguis fragilis), užovka obojková (Natrix natrix), užovka hladká (Coronera ausriaca) a zmije obecná (Vipera berus). Na území lze předpokládat výskyt ještě dalších vzácných a ohrožených živočichů, včetně bezobratlých. V rezervaci bylo registrováno 121 druhů brouků z 21 čeledí. Z motýlů se zde vyskytuje vzácný modrásek bahenní (Maculinea nausithous), jehož existence je vázaná na kvetoucí krvavec toten (Sanguisorba officinalis).